# 24時間テレビ48 愛は地球を救う
『24時間テレビ48 「愛は地球を救う」あなたのことを教えて』（24じかんテレビ48 「あいはちきゅうをすくう」 あなたのことをおしえて）は、日本テレビ系列にて2025年8月30日（土） - 8月31日（日） に生放送で放送予定の通算48回目の『24時間テレビ 「愛は地球を救う」』である。

## 番組概要
本来のメイン会場でもある日本武道館がこの年の8月30日に清水翔太のライブを行う影響で使用できないことにより、7年連続となる両国国技館がメイン会場として使用される予定。

## 出演者

### 総合司会
- 上田晋也（くりぃむしちゅー）[1]
- 羽鳥慎一 [1]
- 水卜麻美（日本テレビアナウンサー）[1]

### チャリティーパートナー
- King & Prince（髙橋海人、永瀬廉） [2]
- 志尊淳 [3]
- 長嶋一茂 [4]
- 浜辺美波 [5]
- 氷川きよし [2]
- やす子 [4]

### スペシャルサポーター
- イモトアヤコ

### マラソンランナー
- 横山裕（SUPER EIGHT）

### 「チャリTシャツ」デザイン
- 青山剛昌 [6]

## スタッフ
24時間テレビ48 愛は地球を救う「あなたのことを教えて」
- 総合演出：前川瞳美 [1]
- 総合プロデューサー：宮崎慶洋 [1]
- 制作指揮：横田崇 [1]
- 製作著作：日本テレビ